# Arthroleptis poecilonotus
Arthroleptis poecilonotus Peters, 1863 è un anfibio anuro, appartenente alla famiglia degli Artroleptidi.

## Distribuzione e habitat
La specie è distribuita su una cintura forestale, nell'Africa occidentale, che parte dalla Guinea-Bissau al Gabon, Repubblica Centrafricana centrosettentrionale, Repubblica del Congo, Repubblica Democratica del Congo settentrionale e Uganda occidentale. Forse presente in Sudan del Sud.

## Tassonomia
Si tratta quasi certamente un complesso di specie che necessitano urgentemente di una revisione, quindi la mappa di distribuzione dovrebbe essere considerata molto preliminare.